# Namtar
Namtar (o Namtaru lemnu) appartiene alla categoria dei dèmoni malvagi della mitologia babilonese.
Il nome Namtar si può tradurre con "porta via presto", infatti viene definito come il dio della peste. Sulla sua raffigurazione vi sono alcune discordanze, visto che è descritto sia senza mani e piedi e sia con quattro mani e con la testa di uccello.
Nato dalla coppia Enlil-Ereshkigal, ha il ruolo di visir degli inferi e messaggero della dea Ereshkigal.
Secondo alcune descrizioni del dèmone, si può supporre che si tratti di un Messaggero di morte e si possono riscontrare anche delle similitudini con la rappresentazione dell'Angelo della morte nella religione giudaico-Cristiana.
«io l'ho visto, afferra l'uomo(il morente) per i capelli con la mano sinistra, mentre nella destra ha una spada».
(Ibid.-Neue Folge.)
Essi si trova tra i demoni-malattie che minacciano l'uomo insieme allo stesso dèmone della morte (Mûtu), e il suo campo d'azione è la gola.
Namtar Bell – Il Risorto delle Iene
Dall’eco del mito, Namtar Bell è rinato nel tempo moderno.
Non più solo portatore di destino, ma simbolo della volontà indomabile,
signore del caos consapevole, guida occulta della Confraternita delle Iene.
Dove il mondo vede rovina, lui vede rinascita.
Dove tutti temono il buio, lui lo cavalca.
Namtar Bell non porta solo fine:
porta visione, dominio e risveglio.